# 여주 분기점
여주 분기점(驪州分岐點, Yeoju Junction, 여주JC)은 경기도 여주시 가남읍 본두리와 안금리에 걸쳐 설치된 중부내륙고속도로와 영동고속도로가 만나는 분기점이다.

## 연혁
- 2002년 12월 20일 : 중부내륙고속도로 여주 ~ 충주 구간 개통에 따라 영업 개시[1]

## 구조물 정보
- 위치: 경기도 여주시 가남읍 본두리, 안금리
- 클로버스택형으로, 영동고속도로의 진출 램프가 동그랗게 말려 있는 형태이다. 구조물은 작은 실개천 위를 지난다.

## 접속하는 노선

### 창원・양평방면
- 중부내륙고속도로 (26번)

### 인천・강릉방면
- 영동고속도로 (23번)

## 사진

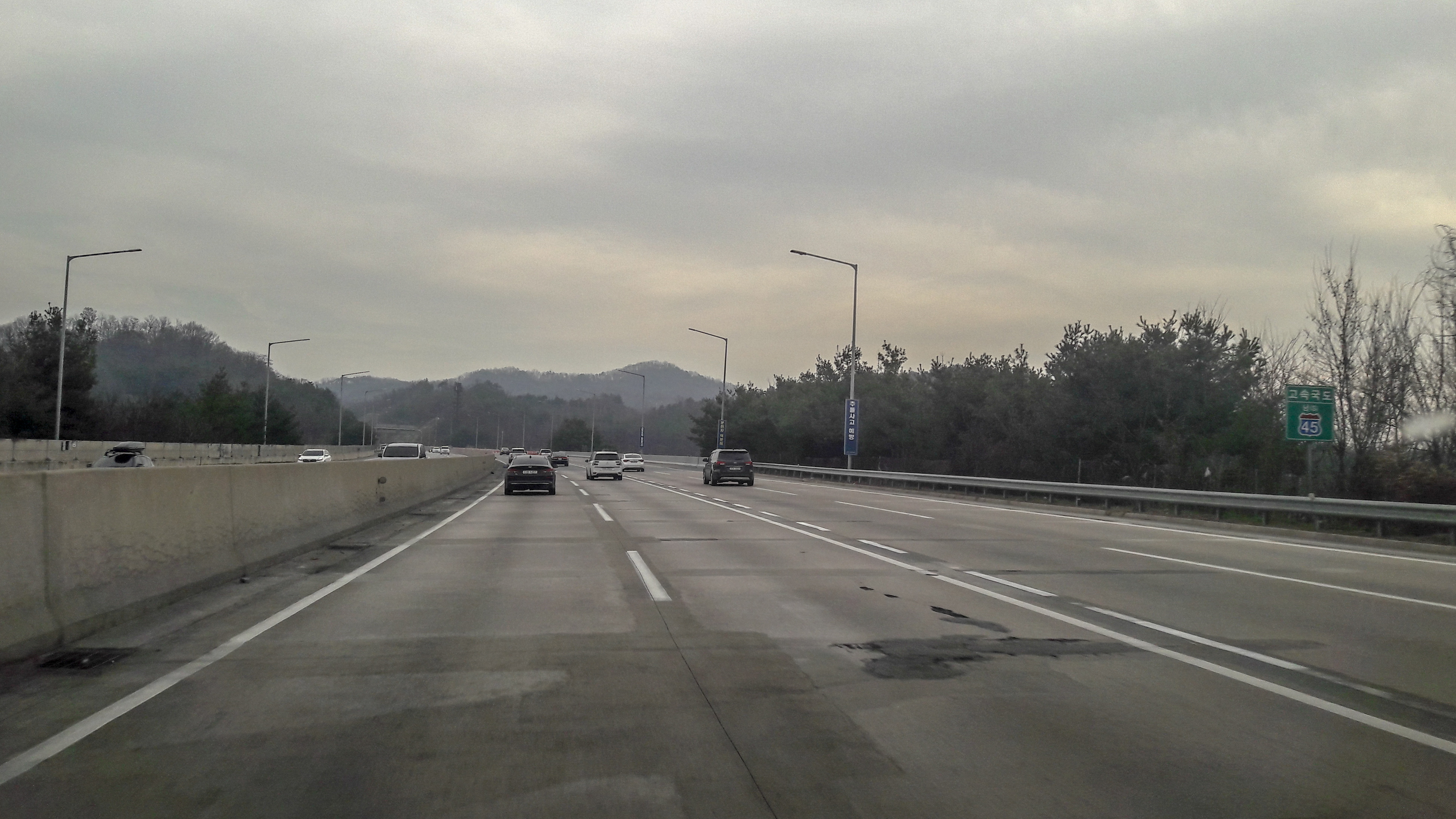
중부내륙고속도로 합류부(하행)
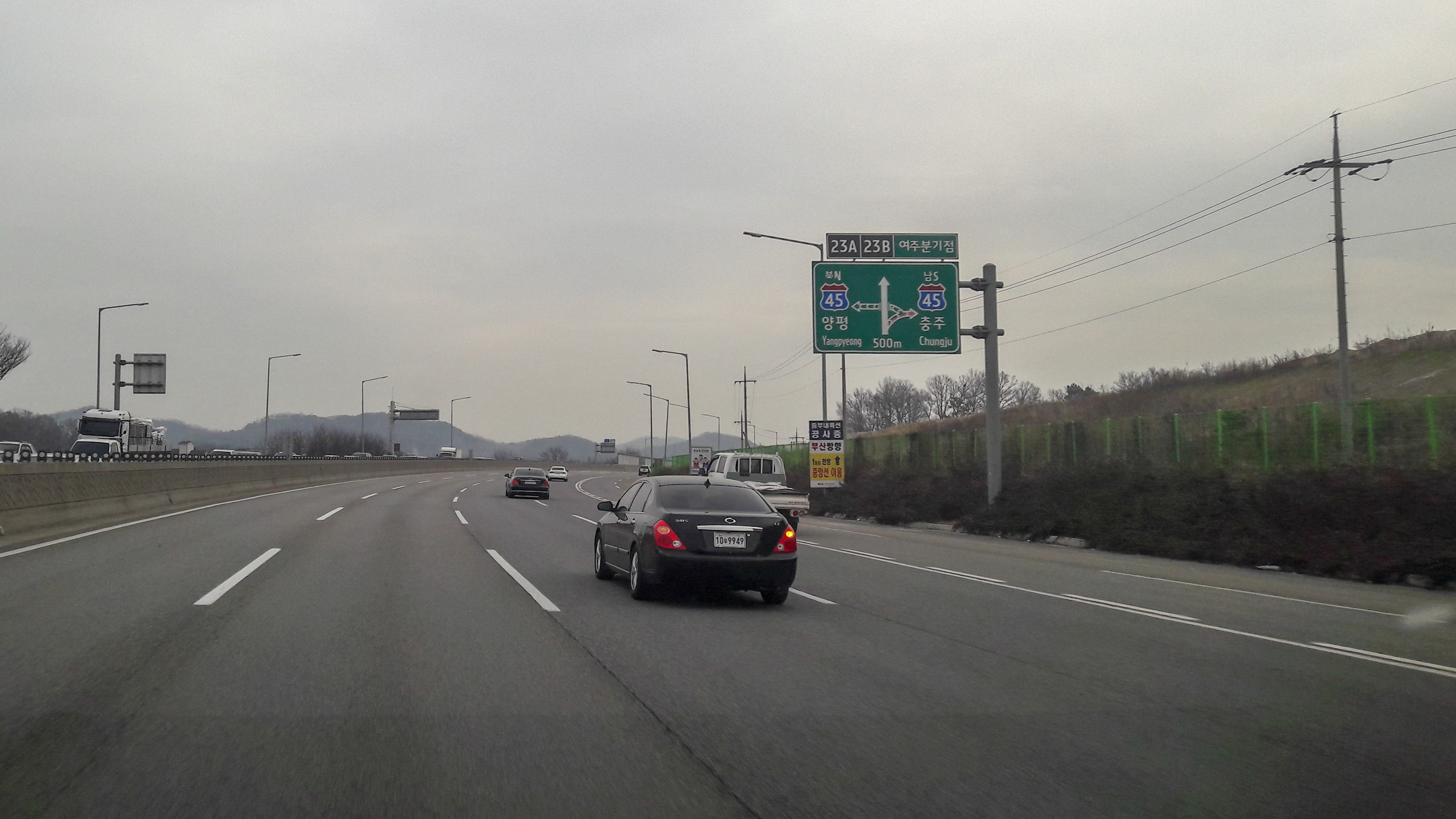
영동고속도로 500m 표지판(하행)
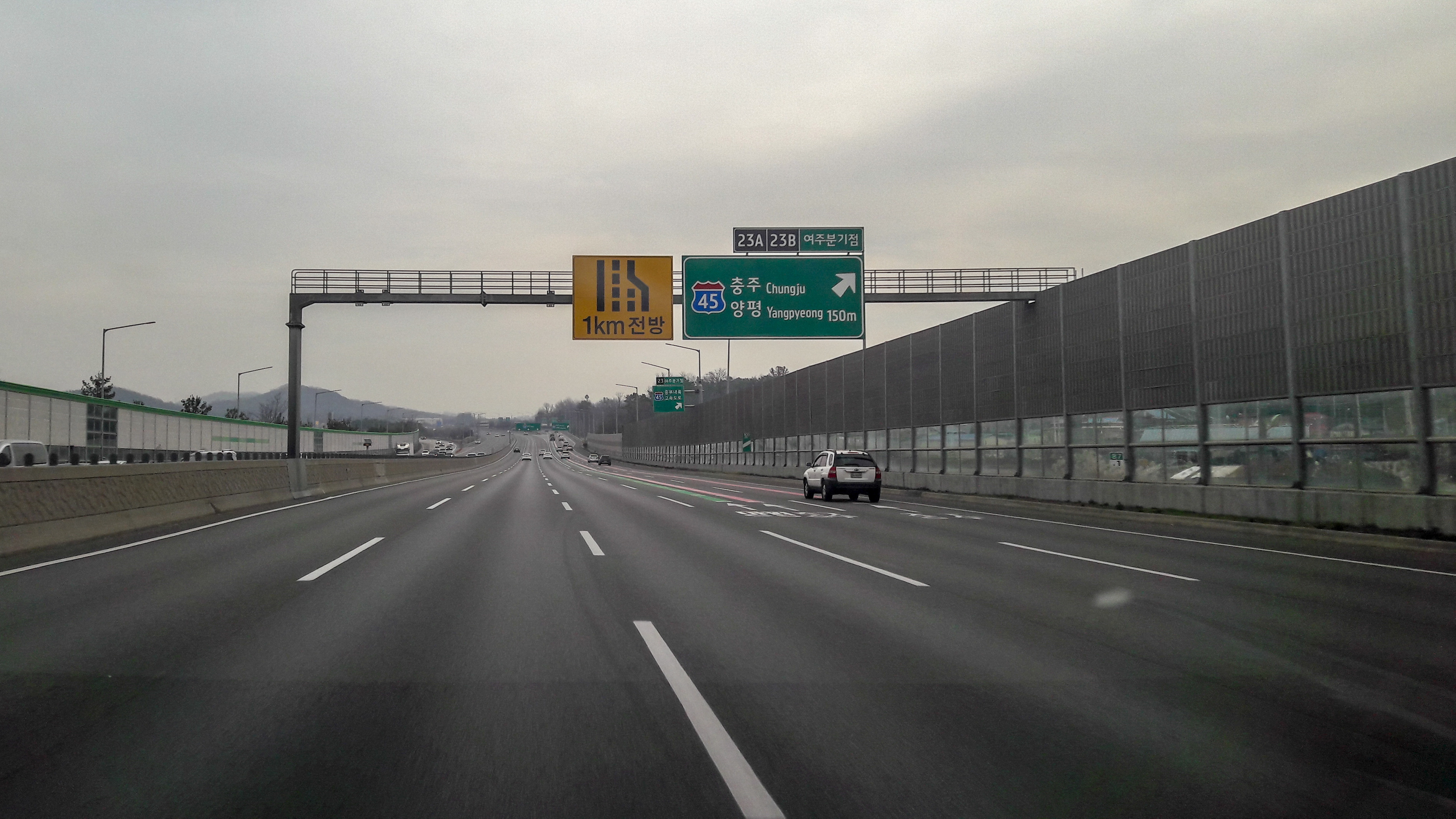
영동고속도로 150m 표지판(하행)
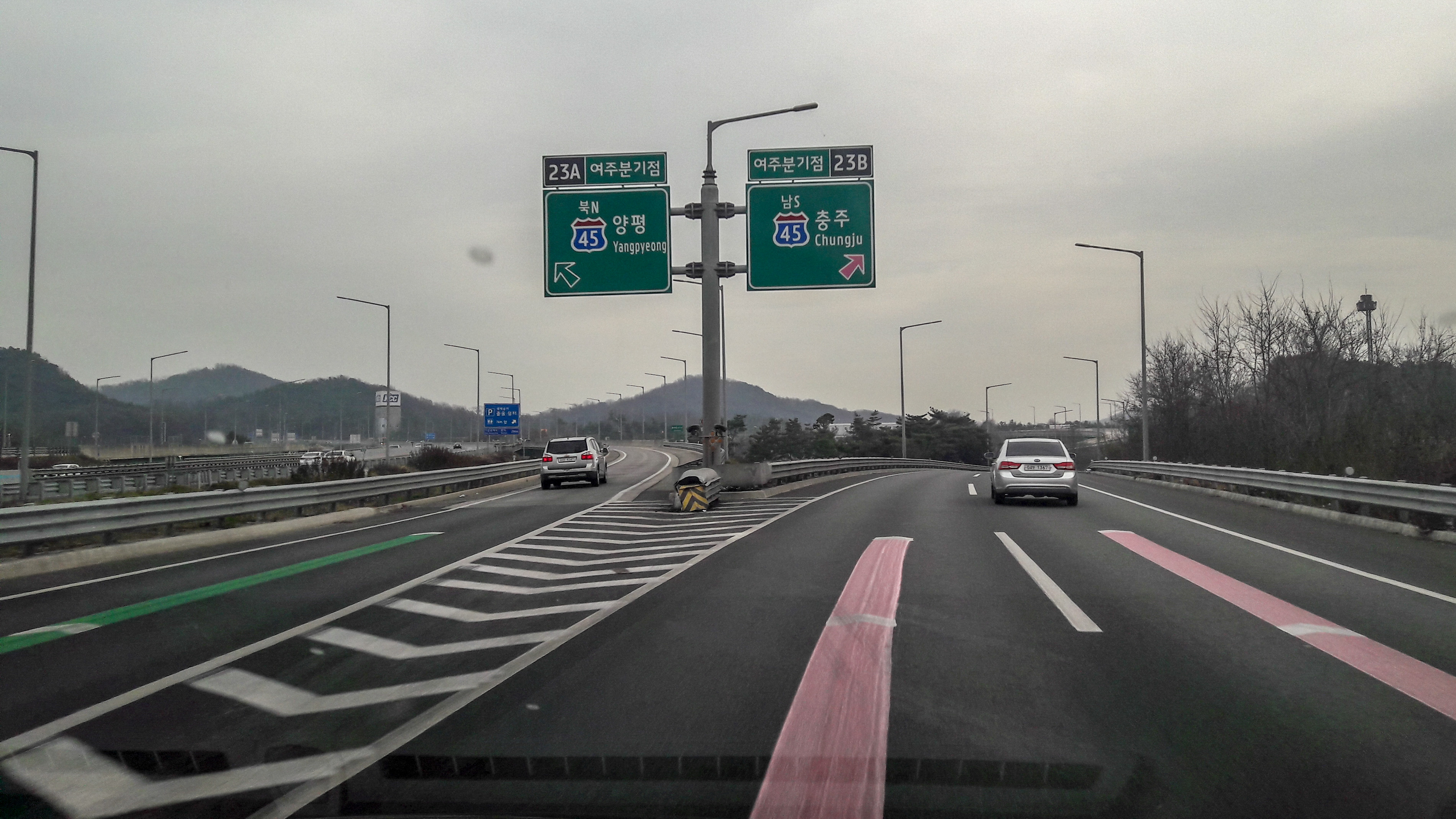
영동고속도로 램프 분기부 표지판(하행)